# Confeitaria Colombo

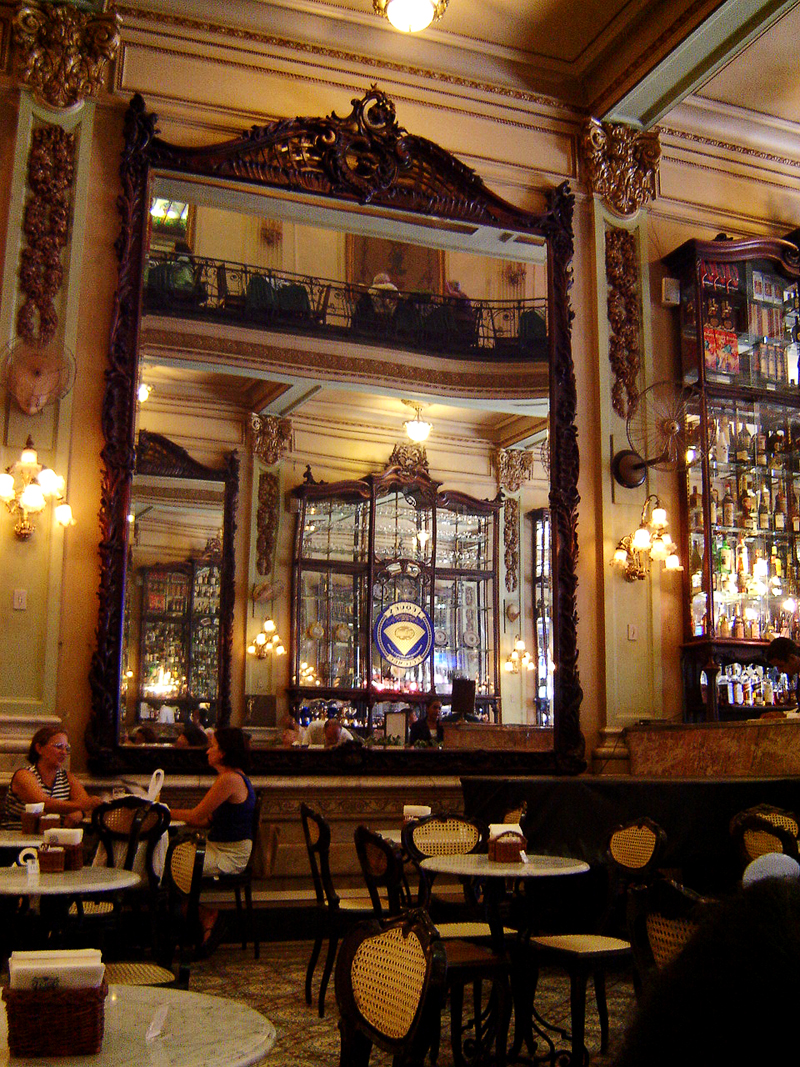
Vista do interior da Confeitaria Colombo.

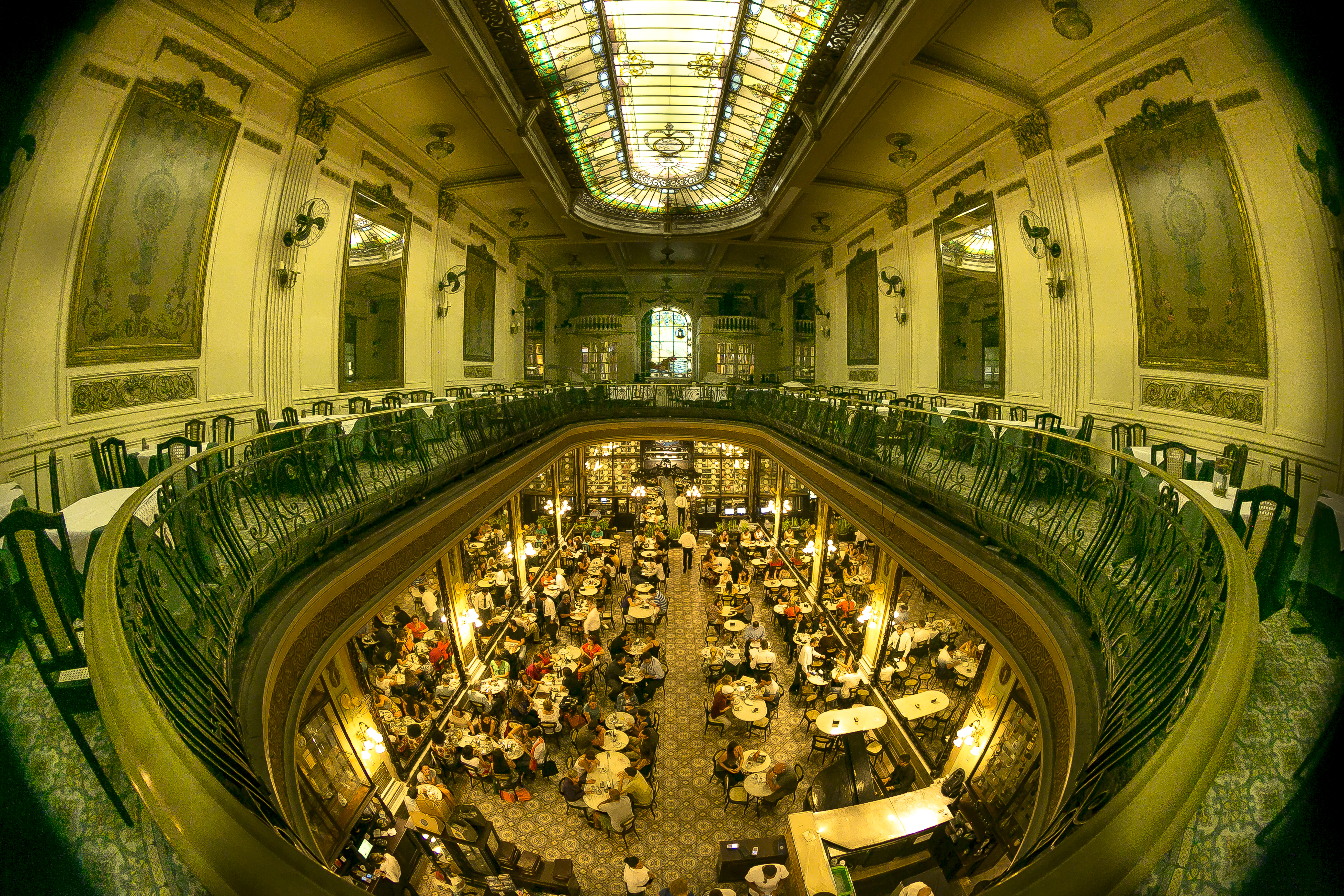
Interior da Confeitaria Colombo.

A Confeitaria Colombo é uma tradicional confeitaria localizada no Centro da cidade do Rio de Janeiro, no Brasil, sendo um dos principais pontos turísticos da Região Central da cidade. O site U City Guides elegeu a Confeitaria Colombo um dos 10 mais belos cafés do mundo.

## História
A confeitaria foi fundada em 1894 pelos imigrantes portugueses Joaquim Borges de Meireles e Manuel José Lebrão, tendo um extenso rol de clientes célebres na sociedade brasileira.
Sua arquitetura e ambiente permitem ter uma ideia de como teria sido a Belle Époque na então capital da República. Entre 1912 e 1918, os salões do interior da confeitaria foram reformados, com um toque Art Nouveau, com enormes espelhos de cristal trazidos de Antuérpia, emoldurados por elegantes frisos talhados em madeira de jacarandá. Os móveis de madeira do interior foram esculpidos na mesma época pelo artesão Antônio Borsoi.
Em 1922, as suas instalações foram ampliadas com a construção de um segundo andar, com um salão de chá. Uma abertura no teto do pavimento térreo permite ver a claraboia do salão de chá, decorada com belos vitrais.
Entre os clientes famosos da confeitaria, estão Chiquinha Gonzaga, Olavo Bilac, Emílio de Meneses, Rui Barbosa, Villa-Lobos, Lima Barreto, José do Patrocínio, Getúlio Vargas, Juscelino Kubitschek, Alberto I da Bélgica e Isabel II do Reino Unido entre muitos outros
Em 2002, a confeitaria criou o Espaço Memória, onde mantém, em exposição, louças, baixelas, fotos, cardápios e embalagens de produtos que foram utilizados ao longo da história da confeitaria.
Atualmente, o segundo andar é ocupado pelo restaurante Cristóvão, nome que, assim como o da confeitaria, homenageia o navegador Cristóvão Colombo.

### Filiais
Em 1944, a tradicional casa abriu uma filial em Copacabana, na esquina da Avenida Nossa Senhora de Copacabana com a Rua Barão de Ipanema, que funcionou até 2003, quando se mudou para o Forte de Copacabana. O antigo endereço da filial de Copacabana é, atualmente, ocupado por uma agência do Banco do Brasil, nomeada Colombo em homenagem à confeitaria.
A Confeitaria Colombo também possuiu uma segunda filial no Barra Shopping, localizada na praça de alimentação Rio Antigo. Inaugurada em 1992, a loja possuía vitrais projetados por Burle Marx. A filial foi fechada ainda na década de 1990. Antes de viajar, os passageiros do RIOgaleão também podem aproveitar o belíssimo ambiente da Confeitaria Colombo no Embarque Internacional do Aeroporto.